# Großgaststätte Ahornblatt
Die Großgaststätte Ahornblatt stand von 1973 bis 2000 im Berliner Ortsteil Mitte an der Gertraudenstraße Ecke Fischerinsel. Das Gebäude war das gesellschaftliche Zentrum für das Wohngebiet Fischerinsel, das nach einem nahezu vollständigen Abriss der Vorkriegsbausubstanz mit sechs 21-geschossigen Punkthochhäusern von 1970 bis 1973 neu gestaltet wurde. In dem Bauwerk befanden sich eine Selbstbedienungsgaststätte mit 880 Plätzen für das DDR-Ministerium für Bauwesen und für umliegende Schulen sowie eine Ladenpassage.

## Entwurf und Bau
Auf Initiative von Paul Verner, Politbüro-Mitglied und 1. Sekretär der SED-Bezirksleitung Berlin, sollte auch in der Hauptstadt der DDR ein modernes Schalenbauwerk aus Ulrich Müthers Hand errichtet werden. Bauingenieur Müther zählte schon damals zu den führenden Fachleuten in der Schalenbauweise mit seiner Firma VEB Spezialbetonbau aus Binz auf Rügen. Der Entwurf der Infrastruktur des Ahornblatts wurde den Architekten Gerhard Lehmann und Rüdiger Plaethe übertragen, die städtebauliche Planung übernahm Helmut Stingl.
Das Dachtragwerk war eine Schalenkonstruktion aus fünf hyperbolischen Paraboloidschalen je 22 m × 35 m, die fächerförmig angeordnet wurden, in ihrem Aussehen an ein Ahornblatt erinnerten und zur Namensgebung des Gebäudes führten. Die Dachdicke betrug nur sieben Zentimeter. Die Dachkanten bogen sich zu den Hochpunkten hin nach oben. An ihren Tiefpunkten stützten sich die Dachsegmente auf konische Auflager aus Stahlbeton, die wiederum auf Bohrpfählen in dem weichen Baugrund gründeten. Die Dacheindeckung bestand aus einer Falzdachhaut aus Aluminium. Die Außenwände waren verglast und durch horizontal angeordnete Sonnenschutzlamellen gegliedert.
An den Küchentrakt der Gaststätte schloss sich eine Einkaufspassage an sowie eine 600 m² große Kaufhalle.
Die Herstellung des Dachs erfolgte von September 1969 bis Dezember 1970, der gesamte Bau des zweigeschossigen Ahornblatts wurde 1973 abgeschlossen. Das Berliner Landesdenkmalamt stellte im September 1995 das Ahornblatt und seine Nebenbauten unter Denkmalschutz. Der Berliner Landesdenkmalpfleger Jörg Haspel bewertete das Ahornblatt als einen wichtigen „Vertreter des ‚Organischen Bauens‘“ und als „revolutionierendes Bauzeugnis“. „Das Ahornblatt verkörpert eine Architektur der Hoffnung in neue konstruktive und gestalterische Möglichkeiten des Betonschalenbaus.“

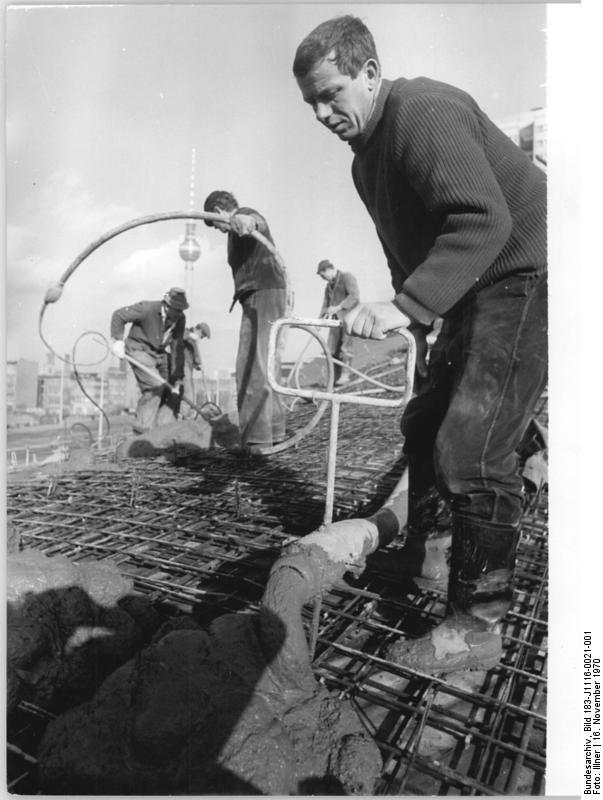
Betonierarbeiten auf der letzten Dachschale am 16. November 1970
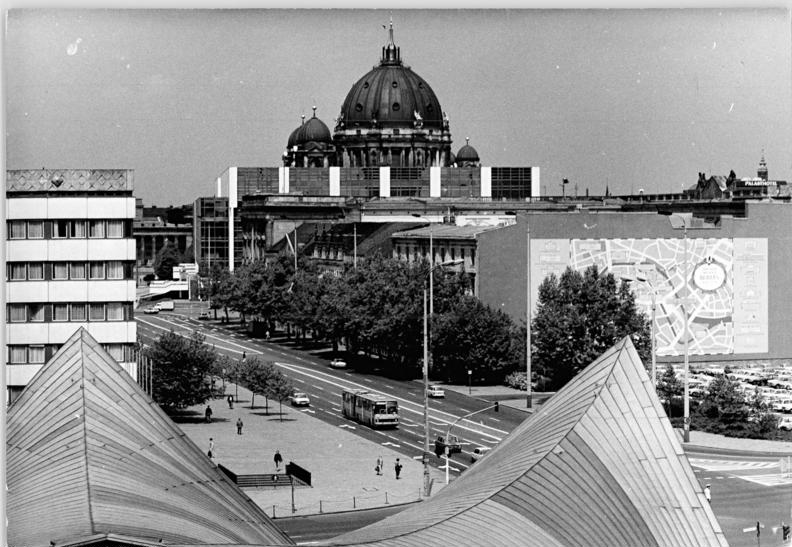
Dach des Ahornblatts mit Blick auf den Berliner Dom und davor den Palast der Republik, 1982

## Nutzung
Die Gaststätte diente nach ihrer Eröffnung am 18. Juli 1973 zunächst als Restaurant für die Teilnehmer der X. Weltfestspiele. Anschließend war sie Betriebsgaststätte für die Mitarbeiter der umliegenden Betriebe und Dienststellen und für die Bauarbeiter des Palastes der Republik. Auch etwa 1000 Kinder umliegender Schulen nahmen dort ihr Mittagessen ein. Nachmittags und abends diente sie als öffentliche Gaststätte und auch für Feste und Veranstaltungen; darunter auch einige wenige Rockkonzerte.
Nach der politischen Wende veranstaltete die CDU am 18. März 1990 hier ihre Wahlparty anlässlich der ersten demokratischen Volkskammerwahl in der DDR. Danach wurde das Gebäude unter dem Namen Exit von einer US-amerikanischen Firma als Diskothek genutzt. DJ Tanith veranstaltete ab 1993 regelmäßige Afterhour-Abende mit „hartem Techno“. Wegen Beschwerden der Anwohner über zunehmende Lärmbelästigung musste der Diskothekenbetrieb eingestellt werden. Von 1994 an stand das Ahornblatt sechs Jahre lang leer.

## Abriss
Im Jahr 1997 verkaufte die Oberfinanzdirektion Berlin mit Unterstützung des damaligen Senators für Stadtentwicklung Peter Strieder und des früheren Senatsbaudirektors Hans Stimmann das Gelände mit dem mittlerweile denkmalgeschützten Gebäude an die Objekt Marketing GmbH. Trotz zahlreicher Proteste gegen die Beseitigung der Architektur der Moderne in der DDR, unter anderem geäußert von der Berliner Architektenkammer und dem Deutschen Werkbund, wurde dem Käufer des Geländes eine Abrissgenehmigung für das Ahornblatt erteilt. Bund und Senat hatten sich bereits Jahre zuvor zum Verkauf ihrer Grundstücke für 29 Millionen D-Mark entschlossen.
Zunächst schlug der Architekt des Neubaus, Gernot Nalbach, ein Hochhaus mit derselben Höhe der umliegenden Hochhäuser vor, um das Ahornblatt zu retten. Die von Stimmann durchgesetzte Berliner Traufhöhe von 22 m, die auch im Bebauungs- und Flächennutzungsplan Planwerk Innenstadt Eingang fand, diente nun der Senatsverwaltung für Stadtentwicklung als Begründung, Nalbachs Hochhaus trotz der vorhandenen Hochhausumgebung abzulehnen. 1999 präsentierte Nalbach schließlich eine achtgeschossige Straßenrandbebauung mit den gewünschten 22 m Höhe, allerdings beanspruchte sein Plan eine Fahrspur von der Gertraudenstraße. Auch diesen Vorschlag lehnte die Senatsverwaltung ab.
Müther veranstaltete am 21. Januar 2000 eine letzte Führung durch sein Bauwerk. Am 19. Juli 2000 begann der Abriss des Ahornblatts. Die Accor-Gruppe erbaute an seiner Stelle ein mit Natursteinplatten verblendetes Mittelklassehotel für Geschäftsreisende und Familien sowie ein daran angrenzendes Wohn- und Geschäftshaus.
Müther und sein Lebenswerk rückten während der Debatte über den Abriss des Ahornblatts erstmals in seinem Leben in den Fokus einer breiten Öffentlichkeit. Es erschienen dazu rund 200 Zeitungsartikel und auch kurze Fernseh-Beiträge. „Der Abriss des Ahornblatts in Berlin hat mich aus der Versenkung geholt“, resümierte er danach. Seitdem besteht ein bis heute anhaltendes Interesse an Müthers „kühnen Solitären“, dem Titel einer seiner ersten Ausstellungen.

## Film
- Für den Schwung sind Sie zuständig. Dokumentarfilm, Deutschland, 58 min, Produktionsjahr: 2002, Erscheinungsjahr: 2006, Buch und Regie: Margarete Fuchs.[28][29]
Die Dokumentation erhielt den Dokumentarfilmpreis des Goethe-Instituts 2003[30] und enthält Archivaufnahmen vom Bau des Ahornblatts.